# William Tharp
William Tharp, född 27 november 1803 i Farmington i Delaware, död 9 januari 1865 i Milford i Delaware, var en amerikansk demokratisk politiker. Han var Delawares guvernör 1847–1851. Han var morfar till William T. Watson som var Delawares guvernör 1895–1897.
Tharp var verksam inom jordbrukssektorn i Delaware. Han kandiderade utan framgång i guvernörsvalet 1844 men vann valet två år senare.
Tharp efterträdde 1847 William Temple som Delawares guvernör och efterträddes 1851 av William H.H. Ross. Tharp avled 1865 och gravsattes i Milford.